# حياة الكرعة
حياة الكرعة (مواليد 2 مارس 1996)، هي رياضية ألعاب قوى بارالمبية مغربية مُتخصصة في مُسابقات الرمي.

## مسيرتها الرياضية
مثلت حياة الكرعة المغرب في مُنافسات رمي الجلة سيدات الخاصة بفئة F41 ‏ ضمن دورة الألعاب البارالمبية الصيفية 2016، وقد أنهت مُشاركتها باحتلال المركز السابع في الترتيب برمية بلغت 6،97 أمتار. بعد ذلك، مثلت حياة المغرب في ألعاب القوى في الألعاب البارالمبية الصيفية 2020 – رمي القرص للنساء خلال دورة الألعاب البارالمبية الصيفية 2020، لكنها هذه المرة حققت الميدالية البرونزية بعد حلولها في المركز الثالث برمية بلغت 29،30 متر.

## حياتها الشخصية
حياة هي أخت البطلتين البارالميتين المغربيتين نجاة الكرعة و‌ليلى الكرعة.

## وصلات خارجية
- حياة الكرعة على موقع Paralympic.org (الإنجليزية)
- حياة الكرعة على موقع IPC.InfostradaSports.com (مؤرشف) (الإنجليزية)